# Der Auftrag oder Vom Beobachten des Beobachters der Beobachter
Der Auftrag oder Vom Beobachten des Beobachters der Beobachter ist eine Novelle von Friedrich Dürrenmatt. Das Buch ist in 24 einzelnen Sätzen geschrieben, die je ein Kapitel ausmachen. Es wurde im Jahre 1986 veröffentlicht und gehört damit zu den späten Werken des Autors. Dürrenmatt erzählt die Geschichte der Filmmacherin F., die den Auftrag erhält, einem Mord auf den Grund zu gehen, und auf der Suche nach der Wahrheit selbst in die irrwitzige Geschichte verwickelt wird.

## Hauptpersonen
Die Filmmacherin F. ist die Hauptperson der Geschichte, die aus ihrer Perspektive geschildert wird. Sie ist eine bekannte Porträtfilmerin und folgt dem Geheimnis einer ermordeten Frau in einem roten Pelzmantel in die Wüste.
Otto von Lambert gibt F. den Auftrag, dem Mord an seiner Frau nachzugehen. Er ist Psychiater und glaubt, er sei mitschuldig am Tod seiner Frau, da er sie beobachtete und mehr wie eine Patientin behandelte als seine Frau.
Tina von Lambert, seine Frau, wurde allem Anschein nach in der Wüste bei der Al-Hakim-Ruine vergewaltigt und ermordet. Laut den Aussagen ihres Mannes hat sie an Depressionen gelitten und wurde deshalb von ihm behandelt und beobachtet.
Polyphem ist ein Kameramann und Kriegsberichterstatter, der in einem Bunker in der Wüste lebt und die Filmemacherin F. beobachtet, nachdem er bereits das Vergewaltigungsopfer gefilmt und beobachtet hatte.
Der Logiker D. ist ein Bekannter von F., bei dem sie Rat sucht, bevor sie in die Wüste fliegt. Bei D. könnte es sich um Dürrenmatt selbst handeln.

## Handlung
Die bekannte Porträtfilmerin F. erhält vom Psychologen Otto von Lambert den Auftrag, die Ermordung seiner Frau Tina von Lambert filmisch zu rekonstruieren und die Wahrheit über ihren Tod herauszufinden. Sie nimmt den Auftrag aus Neugierde an, obwohl sie dabei kein gutes Gefühl hat. Die Leiche von Lamberts Frau sei in der Wüste nahe einer Ruine aufgefunden worden, vergewaltigt, der Leichnam von Schakalen verunstaltet. Mit diesen Angaben, den Notizen, die ihr Mann über seine Frau anfertigte, und dem Tagebuch Tinas macht sich F. auf Spurensuche, zunächst in der Schweiz.
So findet sie unter anderem im Tagebuch die Adresse eines schon länger nicht mehr in der Stadt lebenden und kürzlich verstorbenen Malers. In dessen Atelier, das sie unverschlossen in einem Zustand vorfindet, als lebe der Maler noch dort, findet sie ein Bild, das der Ermordeten sehr ähnlich sieht. Während sie noch das Porträt anschaut, hört sie Schritte, die sich entfernen, sieht die Person aber nicht mehr. Als sie nachmittags wiederkommt, ist ein Filmteam, das eine Reportage über den Maler anfertigt, vor Ort, das Bild jedoch fehlt.
Sie macht sich trotz Bedenken, das Porträt sei die richtige Spur, danach auf in den Wüstenstaat, in dem die Frau ermordet wurde. Doch sie und ihr Filmteam haben keine Chance gegen die höheren Mächte des Landes, die sie die ganze Zeit überwachen; ein offenbar unbeteiligter Skandinavier wird erschossen.
Der Geheimdienstchef erzählt ihr, er wolle einen Staatsstreich des Polizeichefs verhindern. Um dessen Unfähigkeit aufzuzeigen, werde er es F. ermöglichen, den Fall aufzuklären. Während das Filmteam zum Flughafen gebracht wird, bringt er sie in ein Hotel, in dem auch die Ermordete gewesen war. Er erzählt ihr, Tina von Lambert habe ihren Pass an eine dänische Journalistin weitergegeben. Diese war demnach die Ermordete.
Auf der Suche nach Spuren der Journalistin trifft F. einen Kameramann, der sie zunächst für jene hält, da die Ermordete im selben Hotel gewohnt hatte. Nachdem sich der Irrtum geklärt hat, fährt der Mann fort. Danach findet sie nur noch seine Leiche, er ist umgebracht worden. Ihn hat ein anderer Kameramann, der sich Polyphem nennt, gefilmt. Von diesem lässt sie sich später in einen unterirdischen Bunker mitnehmen, um Material über die Journalistin zu bekommen.
Des Weiteren stellt sich heraus, dass ein Bomberpilot, Achilles genannt und vormals Griechischprofessor, mit dem Polyphem im Vietnam-Krieg gewesen war, die bei einem gemeinsamen Einsatz von der Abwehr getroffene Maschine schwer verwundet zum Stützpunkt zurückflog und so beider Leben rettete. Polyphem fühlt sich dem durch die Kopfverletzung irre und leer gewordenen Achilles, der bereits mehrere Frauen vergewaltigte, verpflichtet, die letzten noch verbliebenen Gefühle erleben zu lassen. Er besorgte ihm aus diesem Grund die Journalistin als Opfer; F. soll dem gleichen Zweck dienen.
F. wird jedoch vom Staat gerettet. Der Polizeichef und der Leiter des Geheimdienstes wurden entlassen.

## Interpretation
In der Novelle werden drei Aspekte angesprochen:
- Die „medienkritische Frage nach der Vermittelheit von ›Wirklichkeit‹“
- Die „identitätskritische Frage nach der Perspektivität von ›Welt‹-Wahrnehmung“
- Die „stilkritische Frage nach dem ›langen Satz‹“[1]

Die medienkritische Frage wird in der Novelle durch Polyphems Betrachtung der Welt durch ein einziges Kameraauge dargestellt. Diese Art der Wahrnehmung spiegelt hierbei die Welt des Fernsehens wider und kritisiert die sehr eingeschränkte und einseitige Art der Übermittelung von Information bei der Darstellung der Welt in den Medien.
Gleichzeitig wird die identitätskritische Frage dadurch gestellt, dass durch die Existenz eines Beobachters automatisch die Realität verändert wird. So wird dem in der Novelle geschilderten eigentlich sinnlosen Krieg durch das Beobachten, z. B. durch Journalisten, ein Sinn gegeben; die Wirklichkeit wird verzerrt.
Durch den Aufbau der Novelle in 24 Sätze, welche alle ein Kapitel ausmachen und weit überdurchschnittliche Längen besitzen, kommt sofort die Frage nach dem langen Satz auf. Es gibt verschiedenste Interpretationsansätze, wie diese Art des Schreibens gedeutet werden kann:
So schrieb Reinhardt Stumm über eine Wirkung, die die Sätze auf den Leser haben: „Das erzeugt einen Energiestrom, der alles mitreißt, was in seinen Sog gerät. Alptraumhafte, gespenstische Szenen ziehen an den Augen des Lesers vorüber wie Strudel, aus denen Bild um Bild auftaucht.“
Nathalie Schnitzer versteht die Sätze folgendermaßen: „Oder man könnte sich diesen endlosen Satz als ein Labyrinth vorstellen, in dessen immer enger werdenden Gängen sich die Figuren verfangen.“
Des Weiteren wird das Motto des dänischen Philosophen Søren Kierkegaard aufgegriffen, das durch das Voranstellen eines Zitates Kirkegaards und durch dessen späteres Aufgreifen in der Novelle selbst geschieht. Das Motto beinhaltet die Auffassung, dass die Zukunft des Menschen eine unvorhersehbare Zukunft darstellt, was durch das Erfahren mehrerer Zufälle durch F. in der Erzählung ausgeführt wird.